# Нові Мадіки
Но́ві Ма́діки (рос. Новые Мадики, чув. Çĕнĕ Матьăк) — присілок у Чувашії Російської Федерації, у складі Юськасинського сільського поселення Моргауського району.
Населення — 96 осіб (2010; 92 в 2002, 136 в 1979; 197 в 1939, 210 в 1926, 178 в 1897, 135 в 1858).

## Історія
Утворився як виселок села Преображенське (Чуваська Сорма). До 1866 року селяни мали статус державних, займались землеробством, тваринництвом, виробництвом одягу. 1897 року відкрито земську школу, на початку 20 століття працював вітряк, у 1920-х роках — початкова школа. 1931 року створено колгосп «Знам'я». До 1927 року присілок перебував у складі Селоустьїнської та Чувасько-Сорминської волостей Ядрінського повіту. 1927 року присілок переданий до складу Аліковського району, 1944 року — до складу Моргауського, 1959 року — повернутий до складу Аліковського, 1962 року — до складу Чебоксарського, 1964 року — повернутий до складу Моргауського району.